# 극장판 프리큐어 올스타즈 뉴 스테이지 2 마음의 친구
《극장판 프리큐어 올스타즈 뉴 스테이지 2 마음의 친구》(일본어: 映画 プリキュアオールスターズNewStage2 こころのともだち)는 2013년 애니메이션 영화이다. 프리큐어 올스타즈 5번째 작품이며 New Stage 2편. 국내판 방영은 2016년 7월 22일.